# Sergent Garcia

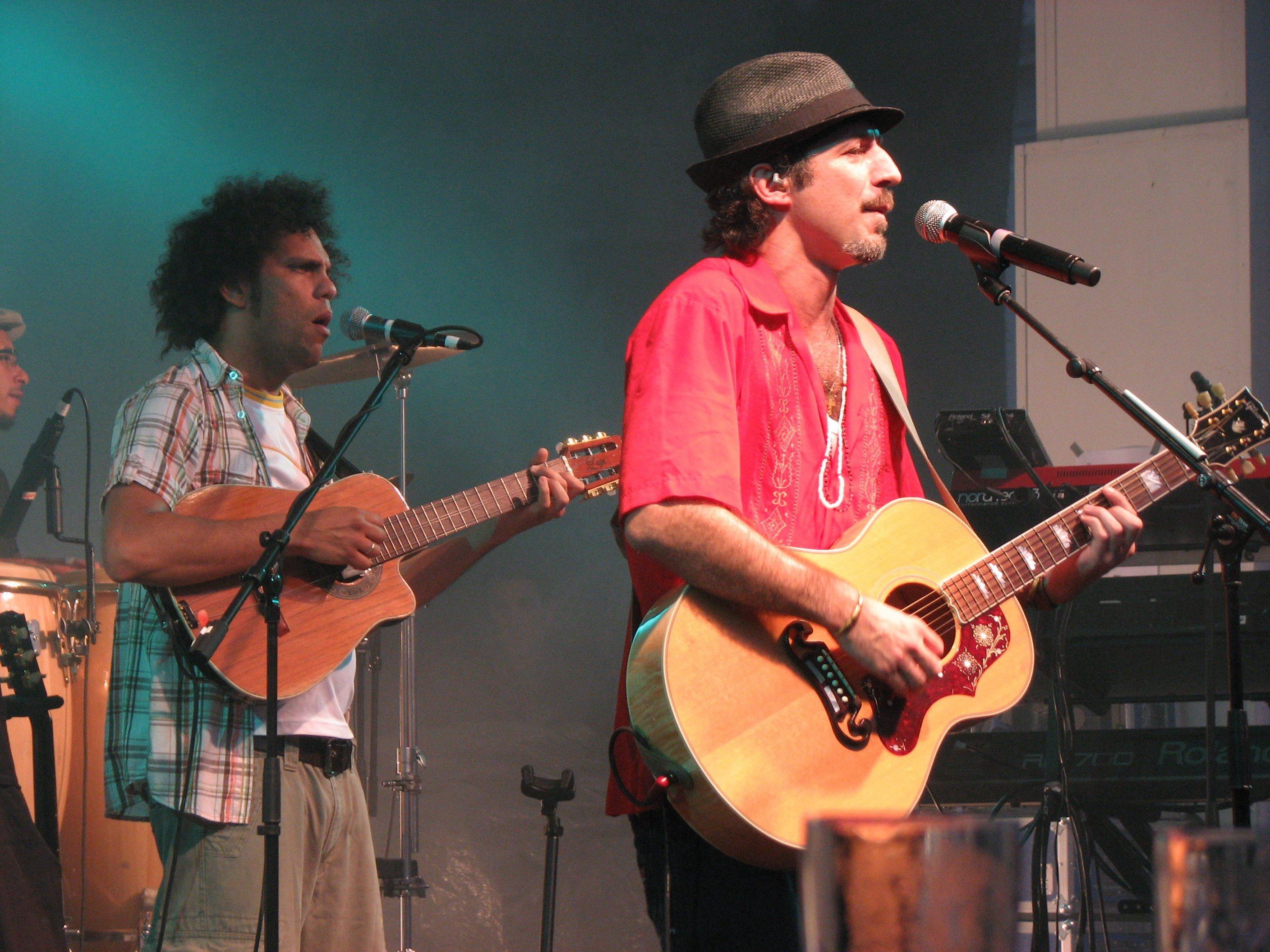
Sergent Garcia am 26. Juli 2008 in Bonn

Sergent Garcia (auch Sargento Garcia) ist eine spanisch-französische Band um den Musiker Bruno Garcia. Sergent Garcia macht eine Mischung aus Reggae, Salsa, afrikanischen Rhythmen und ein wenig Rock; das alles überwiegend in spanischer Sprache, gelegentlich auch auf Englisch.

## Geschichte
Schon 1983 gründete Garcia eine Punkband (Ludwig von 88) mit der er aber nur mäßig erfolgreich war. Garcia ist zwar Franzose, entstammt aber einer spanischen Familie und begann deswegen auch 1996, lateinamerikanische Salsamusik mit Punk zu vermischen und produzierte so 1997 sein Debütalbum Viva el Sargento. Touren durch Spanien und Frankreich und weitere Veröffentlichungen brachten der Band nun auch großen kommerziellen Erfolg. Mittlerweile besteht die Gruppe aus vielen Musikern: Pedrito Lucas (Piano), François Colpin, Ivan Darroman Montoya, Don Toto Ostro (Percussions), Julien Charlet (Schlagzeug), Duniesky Conyedo Gutierrez (Gesang), David Aubaile (Flöte), Michel Feugère, Fabrice Martinez, Gilles Garin, Julien Chirol, Simon Andrieux (Blasinstrumente) und Vince Jogerst (Moog).

## Diskografie
- Viva el Sargento (1997)
- Un Poquito Quema'o (1999)
- Sin Fronteras (2001)
- La Semilla Escondida (2003)
- Best of Sergent Garcia (2005)
- Mascaras (2006)
- Una y Otra Vez (2011)